# 3e Brigade blindée Varsovie
Pour les articles homonymes, voir 3e  brigade.
La 3e Brigade blindée Varsovie   est une des unités blindée polonaise  durant la Seconde Guerre mondiale.

## Théâtres d'opérations
- 1er septembre au 6 octobre 1939 : Campagne de Pologne